# Dario Scannapieco
Dario Scannapieco (Roma, 18 agosto 1967) è un economista e dirigente d'azienda italiano.
Da giugno 2021 è amministratore delegato di Cassa depositi e prestiti.

## Formazione
Nel 1992 si è laureato in economia all'Università LUISS Guido Carli di Roma e nel 1997 ha conseguito un Master in business administration a Harvard.

## Carriera
Scannapieco ha cominciato la propria carriera nel 1992 all’interno della Direzione pianificazione e controllo strategico di Telecom Italia, mentre tre anni dopo è entrato a far parte del Consiglio degli esperti del Ministero del tesoro. Dal 2002 al 2007 è stato direttore generale Finanza e Privatizzazioni del Dipartimento del tesoro del Ministero dell'economia e delle finanze.
Nel 2007 è stato nominato vicepresidente della Banca europea per gli investimenti (BEI) e dal 2012 al 2021 è stato anche presidente del consiglio di amministrazione del Fondo europeo per gli investimenti, di cui la BEI è azionista di maggioranza. In questo periodo si è occupato anche dell’Investment Plan for Europe (il cosiddetto Piano Juncker).
Dal 1º giugno 2021 è amministratore delegato e direttore generale di Cassa depositi e prestiti e da luglio dello stesso anno anche amministratore delegato di CDP Reti.

## Altre cariche ricoperte
Tra il 1997 e il 2007, Scannapieco ha ricoperto ulteriori incarichi:
- Consigliere di amministrazione di Consap, Ente tabacchi italiani e Finmeccanica;
- Membro del comitato di indirizzo strategico di CDP;
- Membro del Comitato consultivo di Spencer Stuart Italia;
- Membro del Comitato direttivo dell'Agenzia del demanio;
- Commissario alla trasformazione dei Monopoli di Stato in ente pubblico;
- Segretario tecnico del Comitato di indirizzo strategico per lo sviluppo della Piazza finanziaria italiana;
- Membro delle commissioni intergovernative italo-francese per la realizzazione della tratta ferroviaria Torino-Lione e italo-austriaca per la realizzazione del nuovo Tunnel del Brennero.[14]

A marzo 2023, Dario Scannapieco è stato nominato membro dell’Alto Consiglio Direttivo della Scuola di Politiche Economiche e Sociali Carlo Azeglio Ciampi.
Da luglio 2023 è presidente dell’European Long Term Investors (ELTI), l’associazione che riunisce i 32 principali Istituti Nazionali di Promozione e Istituti Finanziari europei, compresa la Banca europea per gli investimenti.

## Vita privata
Dario Scannapieco è originario di Maiori, città della Costiera amalfitana.
È sposato e padre di due figli.

## Pubblicazioni
- Dario Scannapieco, Le Privatizzazioni in Italia: una riflessione a dieci anni dal rapporto presentato al Ministro del Tesoro Guido Carli, in Guido Carli e le privatizzazioni dieci anni dopo, Franco A. Grassini, LUISS, 2001,  p. 155, ISBN 9788888047171.
- (EN) Dario Scannapieco e William I. Megginson, 9. The financial and economic lessons of Italy’s privatization program, in Global Corporate Governance, Columbia University Press, 2009,  pp. 177-195.
- Dario Scannapieco, 18. La BEI: una lunga storia al servizio dell’economia italiana, in La sfida europea. Riforme, crescita e occupazione, Franco Angeli, 2015,  pp. 182-185, ISBN 9788891730800.
- (EN) Dario Scannapieco, A new boost for European Investments, International Forum of Sovereign Wealth Funds (IFSWF), novembre 2015.
- (EN) Dario Scannapieco, Building resilience, creating new opportunities in the EU neighbourhood, in Great Insights magazine, vol. 7, n. 1, The centre for Africa-Europe relations (ecdpm), febbraio 2018.